# Pedinó (ort i Grekland, Mellersta Makedonien)
Pedinó är en ort i Grekland.   Den ligger i prefekturen Nomós Kilkís och regionen Mellersta Makedonien, i den norra delen av landet, 300 km norr om huvudstaden Aten. Pedinó ligger 132 meter över havet och antalet invånare är 1 133.
Terrängen runt Pedinó är huvudsakligen platt, men åt sydost är den kuperad. Runt Pedinó är det ganska glesbefolkat, med 47 invånare per kvadratkilometer. Närmaste större samhälle är Kilkis, 9,2 km norr om Pedinó. Trakten runt Pedinó består till största delen av jordbruksmark.